# Rottaler Vierseithof
Rottaler Vierseithof ist die Bezeichnung für eine Hofform, die im niederbayerischen Rottal und angrenzenden Gebieten vorkommt. Sie entspricht aber nicht der Hofform Vierkanthof, die man häufig in Ober- und Niederösterreich findet.
Bei der Rottaler Hofform ist der landwirtschaftliche Wirtschaftshof auch von allen vier Seiten von Gebäuden umschlossen, zwischen den Gebäuden kann es aber Lücken geben. Im Gegensatz zu anderen Vierseithöfen hat das Wohnhaus – in der speziellen Form des Rottaler Bauernhauses mit flachem Dach – seine breite südliche Giebelfront dem inneren Wirtschaftshof zugewandt. Der meist viel höhere Stadel, sehr oft mit Steildach, liegt gewöhnlich auf der gegenüberliegenden Hofseite, Die Ställe, die Remise und der Getreidekasten sind in den beiden Längsflügeln untergebracht. Sehr häufig kann ein solcher Hof nach außen abgeschlossen sein, dann erreicht man den Innenhof über ein Tor zwischen den auf Abstand stehenden Gebäudeecken oder durch eine Durchfahrt im Remisengebäude.
Mit leichten Unterschieden in der Zweckbestimmung und der Anordnung der Gebäude, der topographischen Lage im Gelände und in der Ausgestaltung ist der Rottaler Vierseithof ein charakteristischer Hoftypus für große Teile Niederbayerns.

## Geschichte
Die Entwicklung dieses Hoftyps begann wohl schon im 16. Jahrhundert, nachweisbar aber ist sie im 17. Jahrhundert. Während zweier Jahrhunderte entwickelte sich dieser Bauernhaus- und Hoftyp aufgrund der praktischen Erfahrungen von Generationen, immer wieder beeinflusst durch sich ändernde Bewirtschaftungsformen. Als zu Beginn des 19. Jahrhunderts von der Bayerischen Regierung vorgeschrieben wurde, dass das Wohnhaus zumindest im Erdgeschossteil aus Ziegeln zu bauen sei, verschwanden allmählich die reinen Blockbauten, wie sie noch in den Wohnhäusern des Mittermayrhofs in Riedertsham, des Schusteröderhofs im Freilichtmuseum Massing und des ehemaligen Venushofs in Parzham zu finden sind. Gegen Ende des 19. Jahrhunderts wurden solche Bauernhäuser und Vierseithöfe kaum mehr gebaut. Wenn noch welche entstanden, dann wurden sie durchwegs als Steinbauten ausgeführt. Die Vorschriften der Brandversicherungen ließen ja auch keine andere Lösungen mehr zu.

## Eigenheit – Das Rottaler Bauernhaus
Typisch für diesen Hoftyp ist die besondere Bauweise des ursprünglich fast vollständig aus Holz gezimmerten Bautyps „Rottaler Bauernhaus“.
Sein Erkennungsmerkmal ist die Firstrichtung, sein eigentlich verkehrt aufgesetztes Dach. Das Haus steht mit seiner längeren Seite zum Hof, eigentlich müsste es die Traufseite sein. Der ohne Ausnahme giebelseitige Hauseingang führt in eine mittige Fletz (breiter Hausflur), die oft leicht aus der Mittelachse verschoben ist und oft bis zur rückseitigen Giebelwand mit dem Hinterausgang führt. Der Grundriss des Erdgeschosses wiederholt sich meist im Obergeschoss, da es bei den reinen Holzbauten konstruktiv so am sinnvollsten ist. Meistens besitzt ein solches Rottaler Bauernhaus auch einen Schrot im ersten Stock und häufig auch einen Hochschrot, der für das Lagern im Dachboden die notwendige Tür zugänglich macht. Einzigartig und nicht so häufig ist ein um den ganzen Hof herum laufender Schrot, wie er im Mittermayrhof in Riedertsham zu finden ist.

## Rottaler Vierseithöfe und Rottaler Bauernhäuser

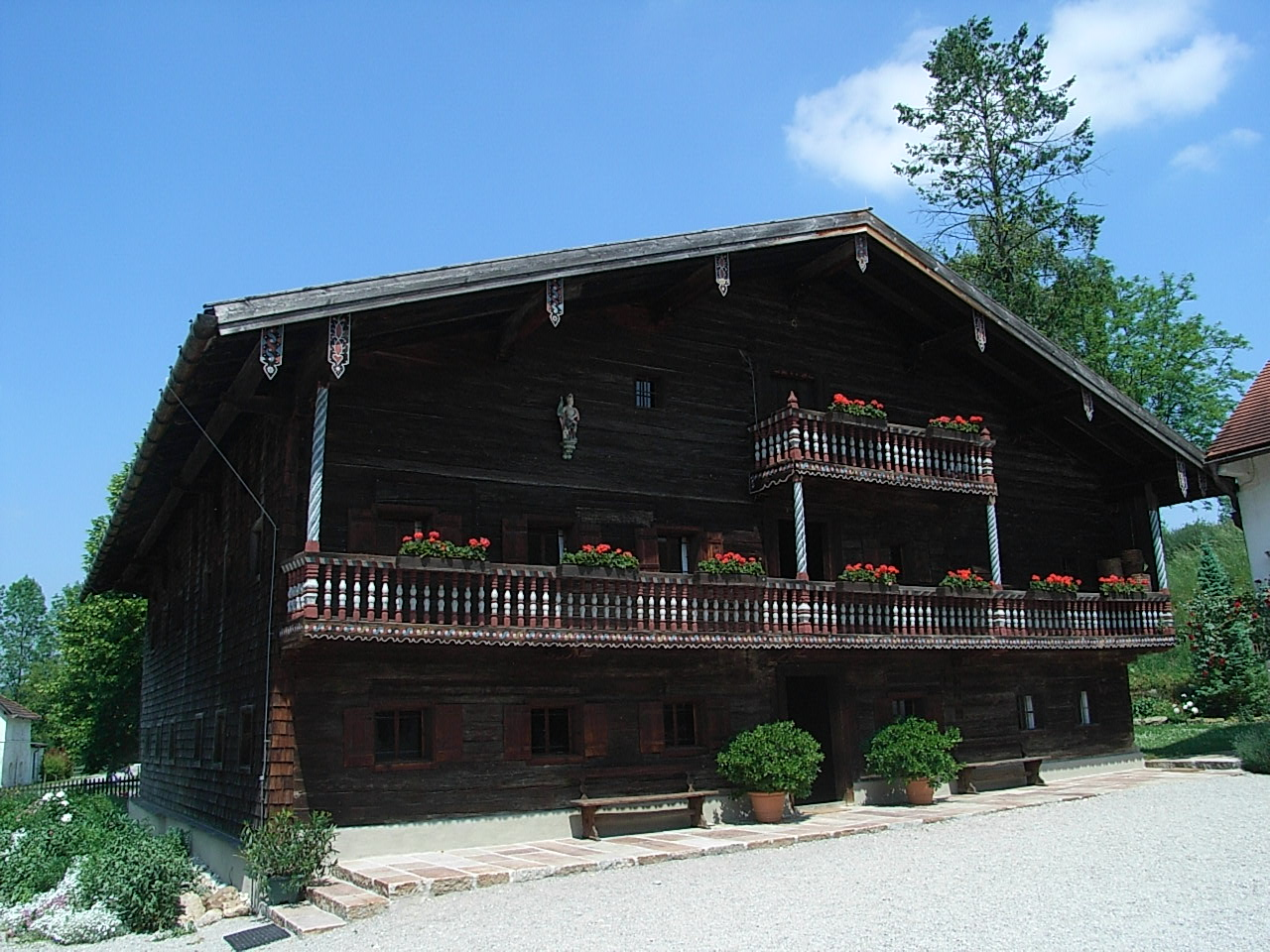
Bruder Konrads Geburtshaus in Parzham

Folgende Kurzbeschreibungen geben einen kurzen Überblick über denkmalgeschützte Rottaler Bauernhäuser, die jeweils ein Bestandteil eines Rottaler Vierseithofs waren oder noch sind:

### Geburtshaus des Bruders Konrad
Auch das viel besuchte Geburtshaus des Heiligen Bruder Konrad in Parzham ist ein Rottaler Bauernhaus. Es gehörte wohl auch zu einem typischen Vierseithof, dem 1750 erbauten Venushof, den es aber nicht mehr gibt. 1971 kaufte der Bruder-Konrad-Verein Parzham e. V. das Bauwerk und errichtete hier nach einer umfassenden Renovierung eine Wallfahrts- und Gedenkstätte für den Heiligen.

### Moserhof (Kainerding)

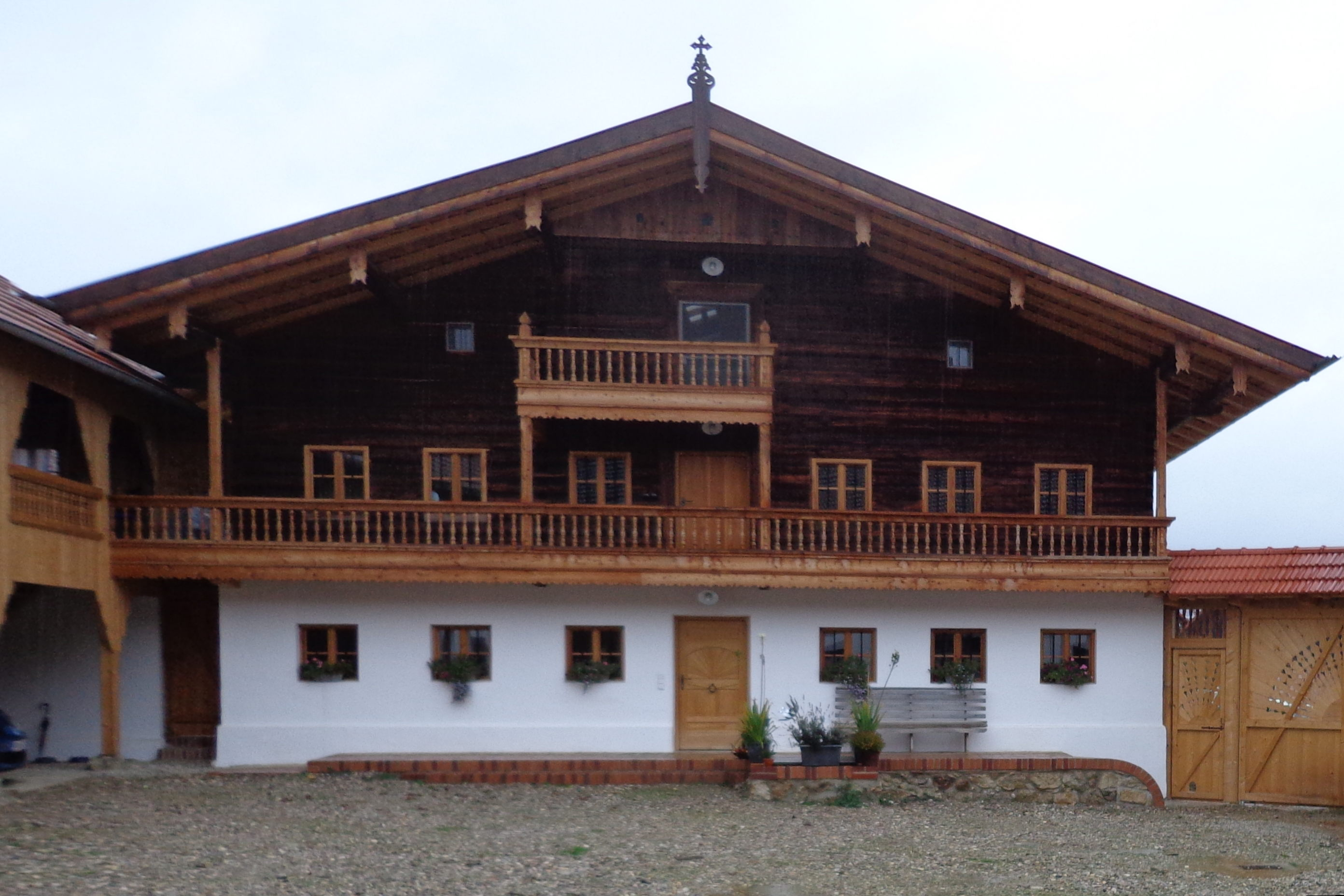
Bauernhaus des Moserhofs

Der denkmalgeschützte Moserhof (Kainerding) ist ein fast 200 Jahre alter Hof, dessen Wohnhaus in den Jahren 2012/13 von Grund auf renoviert und modernisiert worden ist. Die übrigen Gebäude des Vierseithofes werden nicht mehr landwirtschaftlich genutzt, sie sind aber Teil des geschützten Baudenkmals, das in der Liste im Ortsteil Kainerding unter der Aktennummer D-2-77-112-15 enthalten ist. Das Baudenkmal ist in der Denkmalliste der Bayerischen Landesamtes für Denkmalpflege enthalten.

### Mittermayrhof (Riedertsham)
Der denkmalgeschützte Mittermayrhof (Riedertsham) ist ein besonders schön gestaltetes Beispiel eines solchen Gehöfts, da es von seinem Erbauer Johann Mayer sorgfältig geplant und sogar künstlerisch ausgestaltet worden ist. Aufgrund der vorhandenen Bauunterlagen kann man die Planungen und Baufortschritte an den Einzelgebäuden dieses Hofes genau nachvollziehen. Nach vielen Jahren Bauzeit wurde er im Jahr 1832 fertiggestellt. Dieser Hof blieb im Familienbesitz und wurde als einzigartiges Denkmal eines Rottaler Vierseithofs Gegenstand eines Lehrfilms und einer Dokumentation des BLfD.

### Zwei Bauernhäuser im Freilichtmuseum Massing

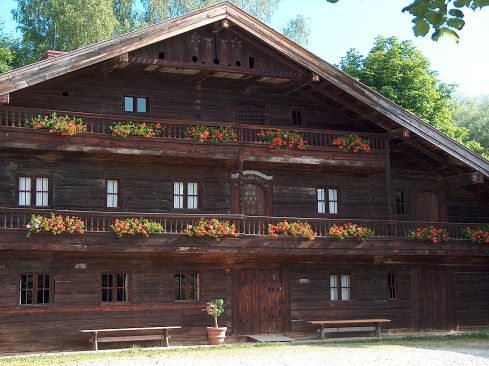
Der Schusteröderhof in Massing

Im Niederbayerischen Freilichtmuseum Massing gibt es auch zwei typische Beispiele für diesen Hoftyp, bzw. für das Rottaler Bauernhaus:
- Schusteröderhof: Dieses Bauernhaus aus dem Rottal besitzt eine alte Ausstattung mit Dingen des bäuerlichen Wohnens, er hat sogar einen doppelten Schrot mit gedrechselten Balustern und ein Arma-Christi-Kreuz am Stadel. Seine besonders breite Giebelfront ist beeindruckend.

- Kochhof: Dieser Hof ist der Mittelpunkt des Museums. Jedes Ding ist in diesem Hof an seinem Platz, wie es um 1930 war. Das aus Holz gezimmerte Wohnhaus mit seinen zwei Schroten ist ein typisches „Rottaler Bauernhaus“. Der zweitennige Bundwerkstadel mit der aufgemalten Jahreszahl 1836 zeugt von der Wohlhabenheit des ehemaligen Bauern.